# Sommer-Paralympics 2016/Teilnehmer (Indonesien)
| stlisierte Goldmedaille | stlisierte Silbermedaille | stlisierte Bronzemedaille |
| ----------------------- | ------------------------- | ------------------------- |
| —                       | —                         | 1                         |

Indonesien schickte neun Athleten zu den Paralympischen Sommerspielen 2016 in Rio de Janeiro (7. bis 18. September). Fahnenträger der Mannschaft, die sich aus sechs Männern und drei Frauen zusammensetzte, war der Schwimmer Agus Ngaimin. Ni Nengah Widiasih gewann mit ihrem dritten Platz im Powerlifting die einzige Medaille für Indonesien.

## Teilnehmer nach Sportarten

### Leichtathletik
| Athleten              | Wettbewerb           | Vorlauf/Vorkampf | Vorlauf/Vorkampf | Halbfinale    | Halbfinale    | Finale        | Finale        | Rang          |
| Athleten              | Wettbewerb           | Zeit/Weite       | Rang             | Zeit/Weite    | Rang          | Zeit/Weite    | Rang          | Rang          |
| --------------------- | -------------------- | ---------------- | ---------------- | ------------- | ------------- | ------------- | ------------- | ------------- |
| Männer                |                      |                  |                  |               |               |               |               |               |
| Setiyo Budi Hartanto  | 100 m T45/46/47      | 11,56 s          | 6                | ausgeschieden | ausgeschieden | ausgeschieden | ausgeschieden | ausgeschieden |
| Setiyo Budi Hartanto  | Weitsprung T45/46/47 | –                | –                | –             | –             | 6,95 m        | 6             | 6             |
| Abdul Halim Dalimunte | 100 m T11            | 11,62 s          | 1                | 11,58 s       | 3             | ausgeschieden | ausgeschieden | ausgeschieden |
| Abdul Halim Dalimunte | 200 m T11            | 24,66 s          | 4                | ausgeschieden | ausgeschieden | ausgeschieden | ausgeschieden | ausgeschieden |

### Powerlifting (Bankdrücken)
| Athleten           | Wettbewerb       | Ergebnis | Rang   |
| ------------------ | ---------------- | -------- | ------ |
| Frauen             |                  |          |        |
| Ni Nengah Widiasih | Klasse bis 41 kg | 95 kg    | Bronze |
| Siti Mahmudah      | Klasse bis 79 kg | 116 kg   | 5      |

### Schwimmen
| Athleten               | Wettbewerb            | Vorlauf     | Vorlauf | Finale        | Finale        | Rang |
| Athleten               | Wettbewerb            | Zeit        | Rang    | Zeit          | Rang          | Rang |
| ---------------------- | --------------------- | ----------- | ------- | ------------- | ------------- | ---- |
| Frauen                 |                       |             |         |               |               |      |
| Syuci Indriani         | 200 m Freistil S14    | 2:24,63 min | 9       | ausgeschieden | ausgeschieden | 9    |
| Syuci Indriani         | 100 m Brust SB14      | 1:24,07 min | 8       | 1:24,24 min   | 8             | 8    |
| Syuci Indriani         | 200 m Freistil SM14   | 2:38,26 min | 6       | 2:40,64 min   | 7             | 7    |
| Männer                 |                       |             |         |               |               |      |
| Agus Ngaimin           | 50 m Freistil S6      | 35,50 s     | 22      | ausgeschieden | ausgeschieden | 22   |
| Agus Ngaimin           | 100 m Freistil S6     | 1:21,21 min | 18      | ausgeschieden | ausgeschieden | 18   |
| Agus Ngaimin           | 400 m Freistil S6     | 6:42,71 min | 11      | ausgeschieden | ausgeschieden | 11   |
| Agus Ngaimin           | 100 m Rücken S6       | 1:27,73 min | 11      | ausgeschieden | ausgeschieden | 11   |
| Agus Ngaimin           | 50 m Schmetterling S6 | DNS         | DNS     | DNS           | DNS           | DNS  |
| Jendi Pangabean        | 100 m Rücken S9       | 1:08,28 min | 12      | ausgeschieden | ausgeschieden | 12   |
| Marinus Melianus Yowei | 50 m Freistil S13     | 26,57 s     | 17      | ausgeschieden | ausgeschieden | 17   |
| Marinus Melianus Yowei | 100 m Rücken SB13     | 1:14,63 min | 9       | ausgeschieden | ausgeschieden | 9    |

### Tischtennis
| Athleten     | Wettbewerb         | Gruppenphase  | Gruppenphase | Gruppenphase | Gruppenphase | Achtelfinale | Achtelfinale | Viertelfinale | Viertelfinale | Halbfinale    | Halbfinale    | Finale        | Finale        | Rang |
| Athleten     | Wettbewerb         | Gegner        | Ergebnis     | Punkte       | Rang         | Gegner       | Ergebnis     | Gegner        | Ergebnis      | Gegner        | Ergebnis      | Gegner        | Ergebnis      | Rang |
| ------------ | ------------------ | ------------- | ------------ | ------------ | ------------ | ------------ | ------------ | ------------- | ------------- | ------------- | ------------- | ------------- | ------------- | ---- |
| Männer       |                    |               |              |              |              |              |              |               |               |               |               |               |               |      |
| David Jacobs | Einzel (Klasse 10) | Bas Hergelink | 3:0          | 1:1          | 2            | Mateo Boheas | 2:3          | ausgeschieden | ausgeschieden | ausgeschieden | ausgeschieden | ausgeschieden | ausgeschieden | 9    |
| David Jacobs | Einzel (Klasse 10) | Kim Daybell   | 2:3          | 1:1          | 2            | Mateo Boheas | 2:3          | ausgeschieden | ausgeschieden | ausgeschieden | ausgeschieden | ausgeschieden | ausgeschieden | 9    |